# Las delicias del poder
Las delicias del poder es una película de comedia y política mexicana de 1999, escrita y protagonizada por María Elena Velasco «La India María». En la cual participan Adalberto Martínez «Resortes», Ernesto Gómez Cruz, Héctor Ortega e Irma Dorantes.

## Sinopsis
La India María se autodestapa y se lanza a la carrera presidencial, pues dice que si los hombres pueden, ella también quiere probar las delicias del poder. Es apoyada por el partido único femenino PUF y es nombrada de golpe, no de estado y hasta afirma que para los hombres el poder es una delicia, aunque algunos se pierden las delicias por "No Poder".

## Elenco
- María Elena Velasco «La India María» como María Nicolasa Cruz/Presidenta Lorena Barriga
- Adalberto Martínez «Resortes» como Remigio
- Ernesto Gómez Cruz como Carmelo Barriga
- Héctor Ortega como Santo Barboza
- Irma Dorantes como Consuelo
- Farnesio de Bernal como Gonzalo
- Arturo Echeverria como Germán
- José Luis Moreno como Cajigas
- Alicia Sandoval como Remedios
- Fernando Mena como Ocampo
- Alejandro Márquez como Asistente de Santos
- Raúl Martínez como Asistente de Santos
- Carlos Rotzinger como Presidente
- Pancho Cruz ocmo Porrista
- Rosa Isela González como Mujer embarazada
- Rubén Cerda como Empresario americano
- Adriana Del Rio como Moderadora
- Maru Dueñas como Marilyn
- Paola Flores como Mujer indígena
- Miguel Galván como Cochinón
- Carlos Gastellum como Gobernador
- Yekaterina Kiev como Mesera americana
- Pola Klagge como Maestra de ceremonias
- Ivette Lipkies como Enfermera
- Ernesto Pape como Empresario americano